# BD+20594b
BD+20594b es un exoplaneta descubierto por el telescopio Kepler en colaboración con el espectrómetro HARPS en La Silla, Chile. Su composición es desconocida, aunque la probabilidad de que se trate de un planeta rocoso se estima en un 43 %, muy alta para un objeto de sus características.
Las observaciones del telescopio Kepler indican que BD+20594b tiene la mitad del diámetro del planeta Neptuno (2,23 R⊕), mientras que el espectrómetro HARPS muestra una masa aproximada de 16,3 M⊕. Estos valores sugieren una alta densidad, propia de un objeto rocoso.
El planeta fue descubierto el 28 de enero de 2016 por el astrofísico Néstor Espinoza y su equipo de la Universidad Católica de Chile, con la posterior intervención de Kepler para corroborar su existencia y ubicación, a 500 años luz de distancia en la constelación de Aries.
Aunque la mayoría de los exoplanetas descubiertos con tamaños superiores a 1,6 R⊕ suelen ser de tipo minineptuno, la densidad del objeto sugiere una posible composición rocosa. Sin embargo, el amplio margen de error asignado a la hipotética masa del planeta, que podría ser de hasta 6 masas terrestres menor o mayor, no permite descartar la posibilidad de que cuente con una densa capa de gas superficial.